# جورج توماس ناپیر
جورج توماس ناپیر (انگلیسی: George Thomas Napier; ۳۰ ژوئن ۱۷۸۴ – ۱۶ سپتامبر ۱۸۵۵) فرد نظامی اهل پادشاهی متحد بریتانیای کبیر و ایرلند بود.